# Proton Suprima S
Proton Suprima S é um hatchback compacto produzido pelo Proton. Foi anunciado em 17 de agosto de 2013 e utiliza a plataforma P2, a mesma utilizada pelo sedan médio Proton Prevé. Algumas versões foram equipadas com transmissão continuamente variável (Câmbio CVT).